# تاونزند (حوزه سرشماری)، ویسکانسین
تاونزند (به انگلیسی: Townsend) یک منطقهٔ مسکونی در ایالات متحده آمریکا است که در شهرستان اوکونتو، ویسکانسین واقع شده‌است. تاونزند ۱۴۶ نفر جمعیت دارد و ۴۱۳٫۰۱ متر بالاتر از سطح دریا واقع شده‌است.